# Ryżyn
Ryżyn (pol. hist. „Rzyżyno”) – wieś sołecka w Polsce położona w województwie wielkopolskim, w powiecie międzychodzkim, w gminie Chrzypsko Wielkie, przy drodze wojewódzkiej nr .

## Historia
Wieś pierwotnie związana była z Wielkopolską. Ma metrykę średniowieczną i istnieje co najmniej od początku XV wieku. Wymieniona pierwszy raz w łacińskim dokumencie z 1404 jako „ Zirzewo”, 1419 odnotowano odmiejscowe nazwisko „Szyrzynsky”, 1420 „Szirzino”, 1435 „Szyrzyno”, 1447 „Szyrzino”, 1457 odmiejscowe nazwisko „Zyrzinsky”, 1464 „Zirzino”, 1466 „Zyrzyno”, 1499 „Rzyzino”, 1508 „Zyrzino”, 1563 „Rzessino”, 1564 „Rzezyno”, 1577 „Zerzino”, 1602 „Ryzyno”, 1603 „Rzizino”.
Tereny, na których powstała miejscowość były zasiedlone jednak wcześniej niż odnotowały to archiwalne, historyczne zapisy. Odkryto w okolicy dobrze zachowane grodzisko wklęsłe, otoczone wałem pierścieniowatym, datowane na VIII-IX wiek, które położone jest na cyplu znajdującym się na południowym brzegu strugi, biegnącej na północ od jeziora znajdującego się pomiędzy Ryżynem, a Charcicami. Obok grodziska archeolodzy odkryli również pozostałości dwóch osad.
Miejscowość była początkowo wsią szlachecką należącą do lokalnej szlachty wielkopolskiej z rodu Szyrzyńskich lub Rzyżyńskich, którzy od nazwy wsi przyjęli swoje odmiejscowe nazwisko, a później także do Jabłonowskich, Górków, Rożnowskich, Rokossowskich. W 1450 miejscowość leżała w powiecie poznańskim Korony Królestwa Polskiego. W 1508 leżała w parafii Chrzypsko Wielkie.
Pierwsza wzmianka w archiwalnych dokumentach pochodzi z 1404 kiedy Mikołaj z Bielejewa wraz z bratem Tomaszem pozwali Jakusza z Niemierzewa o podział dziedzin Rzyżyno, Oporowo koło Ostroroga oraz Bielejewo. W 1419 Mikołaj Rzyżyński (w zapisie Szyrzyński) został odnotowany jako świadek na dokumencie starosty generalnego wielkopolskiego Sędziwoja Ostroroga. W 1420 Mikołaj oraz Rachwał z Rzyżyna zgłosili prawo bliższości do wsi Kłodzisko. W 1435 Jan z Ryżyna sprzedał Piotrowi Stokowi z Niemierzewa połowę Niemierzewa za 200 grzywien.
W 1440 rodzeństwo z Ryżyna Piotr i Katarzyna oraz Jan i Dobrogost toczyli spór z Przybysławem z Lubosiny. W 1447 Jan i Dobrogost byli w sporze z Baszem Przyborowskim i Jakubem Charcickim z powodu spiętrzenia wody na „Rzyżyńskim Młynie” i zalania okolicy. W 1450 Jan i Dobrogost sprzedali Marcinowi z Kaczlina swoje części Ryzyna. W 1465 żona Dobrogosta Małgorzata została pozwana przez Marka z Palędzia Małego i Golęczewa o 30 grzywien.
W 1466 Jan z Ryżyna zapisał żonie Katarzynie po 70 grzywien posagu oraz wiana na połowie wsi. W 1466 Szyman syn Piotra z Ryżyna, w towarzystwie stryja Jana Bielejewskiego oraz wuja Dobiesława z Rozbitka, sprzedał Janowi Jabłonowskiemu 1/3 wsi za 100 grzywien. W 1476 Jan z Ryżyna zapisał żonie Jadwidze po 100 grzywien posagu i wiana na połowie wsi. W 1493 wójt z Obornik Ludgerz zapisał Mikołajowi Rzyżyńskiemu synowi Mroczka 26 grzywien długu. W 1525 Mikołaj oraz Maciej Rzyżyńscy sprzedali Maciejowi Krzyżanowskiemu wieś Ryżyn za 300 grzywien.
W 1508 miejscowość została odnotowana jako opuszczona. W 1509 nie zostały wypełnione formularze podatkowe. W 1563 wieś odnotowana została jako opuszczona,. Miał tylko miejsce pobór podatków z młyna dorocznego o jednym kole wodnym zwanym „Rzyżyńskim Młynem”. W 1577 miejscowość należała do kasztelana śremskiego, podskarbiego wielkiego koronnego Jakuba Rokossowskiego. W 1580 zapłacił on pobór podatkowy od 2 zagrodników, od jednego najemnego robotnika zwanego ratajem, który pracował na dwóch pługach oraz od roli karczmarskiej. W 1583 pobór z Ryżyna zapłacił Jan Rokossowski.
W wyniku II rozbioru Rzeczypospolitej w 1793, miejscowość przeszła w posiadanie Prus i jak cała Wielkopolska znalazła się w zaborze pruskim. W okresie Wielkiego Księstwa Poznańskiego (1815-1848) miejscowość należała do wsi większych w ówczesnym pruskim powiecie Międzyrzecz w rejencji poznańskiej. Ryżyn należał do okręgu sierakowskiego tego powiatu i stanowił część majątku Sieraków, którego właścicielem był wówczas rząd pruski w Berlinie. Według spisu urzędowego z 1837 roku wieś liczyła 176 mieszkańców, którzy zamieszkiwali 23 dymy (domostwa).
W latach 1975–1998 miejscowość administracyjnie należała do województwa poznańskiego.

## Demografia
Według danych Urzędu Gminy w Chrzypsku Wielkim, na koniec 2010 roku Ryżyn liczył 172 mieszkańców. 
Powierzchnia wsi wynosi 4,11 km² (dokładnie 411,1045 ha), co daje średnią gęstość zaludnienia rzędu 41,8 osób na km² w 2010 r.
| rok     | 2004 | 2005 | 2006 | 2007 | 2008 | 2009 | 2010 |
| ------- | ---- | ---- | ---- | ---- | ---- | ---- | ---- |
| ludność | 148  | 151  | 157  | 163  | 166  | 169  | 172  |

Analizując liczebność ludności w latach 2004 – 2010 zaobserwować można stopniowe zwiększanie się liczby ludności w poszczególnych latach.

## Turystyka
- Przez centrum wsi przebiega czarny szlak rowerowy R-8  Wojewódzkiej Trasy "Szlaku Stu Jezior".

## Zabytki
Wiadukt Kolejowy

## Urodzeni w Ryżynie
- Na budynku dawnej szkoły znajduje się tablica pamiątkowa zakopiańskiego poety Henryka Szulczyńskiego (ur. 24 grudnia 1924, zm. 2 listopada 1993) urodzonego w Ryżynie.